# Ахохов, Тембот Заракушевич
Тембот Заракушевич Ахохов (1879—1918) — революционер, руководитель первой большевистской организации в Кабарде и Балкарии.

## Биография
- Родился в семье крестьянина-бедняка.
- В 12 лет нанялся к сельским кулакам
- В 1896 году уехал на Кубань, где работал батраком
- 1906 — арестован и за участие в революционных выступлениях в Армавире, выслан в Иркутскую губернию на лесозаготовки.
- был переведен на Надемнинские промыслы
- отправлен на Ленские золотые прииски, где участвовал в работе подпольного революционного кружка,
- после февральской революции 1917 года вернулся в Кабарду, где принял участие в создании первой большевистской организации в Кабарде и Балкарии.